# 紀孟禮
纪孟礼（？—？），原名纪孟祯，江西广信府永豐縣人。

## 生平
万历三十一年（1603年）癸卯科江西乡试举人，四十一年（1613年）癸丑科進士，历官定远知县、国子监助教、工部主事。